# Amerila aldabrensis
Amerila aldabrensis är en fjärilsart som beskrevs av Freyer 1912. Amerila aldabrensis ingår i släktet Amerila och familjen björnspinnare. Inga underarter finns listade i Catalogue of Life.